# Micromys minutus
El ratón espiguero (Micromys minutus) es una especie de roedor miomorfo de la familia Muridae. El género Micromys es monoespecífico, habiéndose separado de los géneros Apodemus y Mus en el Pleistoceno, hace unos 7 millones de años.

## Características
Es el múrido más pequeño, con un rostro corto, hocico romo y orejas redondas, visibles entre el pelaje. El rasgo más característico de la especie es la cola prensil, característica de un animal trepador. De color similar al de otros múridos, castaño rojizo en la parte dorsal y blanco en la parte ventral.

## Distribución
Paleártica, desde la península ibérica hasta Corea y Japón, ausente en el norte de Siberia y de los desiertos asiáticos. En Europa está ausente de Irlanda, de la mayor parte de la Península Escandinava, de las penínsulas meridionales y de las islas mediterráneas. En España se localiza en la franja cantábrica, desde el norte de Navarra hasta la mitad este de Asturias, en el norte de Burgos y en Álava.

## Hábitat
En las zonas de clima atlántico suelen ocupar prados de siega con orlas de setos vivos y en cultivos cerealistas, desde los 200 metros hasta los 900 o 1000 m en zonas de Burgos.

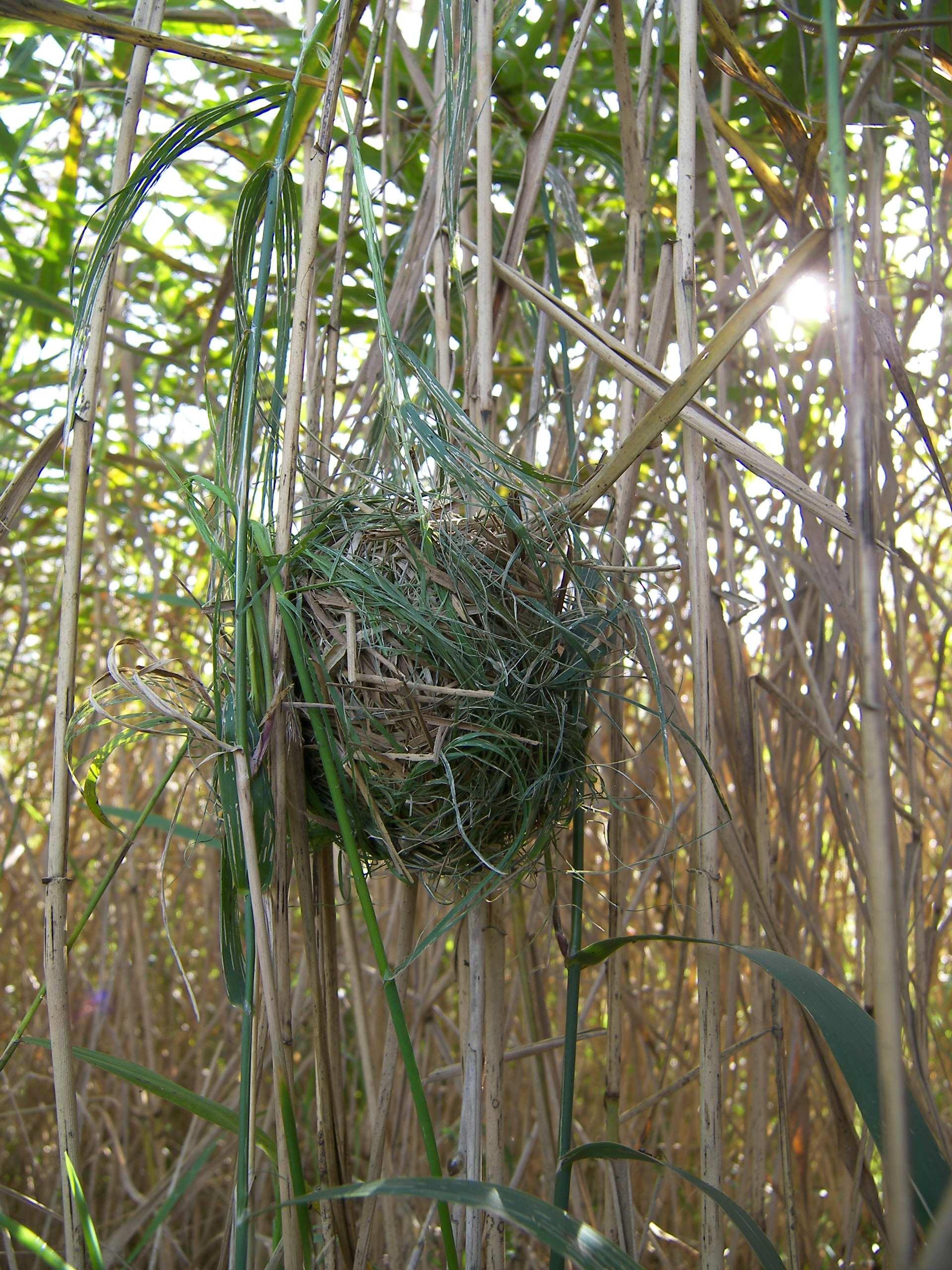
Nido de ratón espiguero.

## Depredación
Es depredado, sobre todo, por rapaces nocturnas siendo presa ocasional de predadores generalistas.

## Amenazas
La siega mecanizada le afecta más que a otros roedores, al destruir sus nidos aéreos.

## Patologías
Puede ser reservorio de organismos patógenos, parece haberse dado casos de leptospirosis.